# Registro Trimestre O Coleccion de Memorias de Historia, literatura, Ciencias y Artes
Registro Trimestre O Colección de Memorias de Historia, literatura, Ciencias y Artes (abreviado Reg. Trimestre) fue una revista con ilustraciones y descripciones botánicas editada en México. Se publicaron 2 números en los años 1832-33.